# Friedrich Dotzauer
Justus Johann Friedrich Dotzauer (ur. 20 stycznia 1783 w Häselrieth koło Hildburghausen, zm. 6 marca 1860
w Dreźnie) – niemiecki wiolonczelista i kompozytor.

## Życiorys
Uczył się gry na klawesynie i skrzypcach u Johanna Petera Heuschkela i Johanna Andreasa Gleichmanna, gry na wiolonczeli u Paula Hessnera oraz kompozycji u Johanna Caspara Rüttingera. Debiutował w 1798 roku z orkiestrą dworską, rok później odbył uzupełniające studia w Meiningen u Johanna Jacoba Kriegcka. Od 1801 do 1805 roku był członkiem orkiestry książęcej w Meiningen. W latach 1811–1852 był członkiem kapeli dworskiej w Dreźnie, od 1821 roku pełnił funkcję jej pierwszego wiolonczelisty. Do grona jego uczniów należeli Carl Schuberth, Carl Drechsler i Friedrich August Kummer.
Komponował symfonie, uwertury, koncerty wiolonczelowe, msze, był też autorem opery Graziosa (wyst. Drezno 1841). Jego twórczość ma konwencjonalny i pozbawiony rysów indywidualnych charakter, po śmierci kompozytora popadła w zapomnienie. Ponadto był autorem licznych ćwiczeń i utworów o przeznaczeniu pedagogicznym do nauki gry na wiolonczeli.